# 克尔肖
克尔肖是德国梅克伦堡-前波莫瑞州的一个市镇。总面积26.00平方公里，总人口819人，其中男性431人，女性388人（2011年12月31日），人口密度32人/平方公里。